# Заика, Владимир Денисович
Владимир Денисович Заика (1833—1893) — тайный советник, директор Департамента общих дел Министерства внутренних дел Российской империи; юрист по образованию. Тайный советник (1881).

## Биография
Владимир Заика родился в 1833 году в городе Чернигове. Высшее образование получил в университете Святого Владимира, в котором окончил курс со степенью кандидата юридических наук. 
Выступив в 1856 году на служебном поприще в городе Чернигове сперва чиновником особых поручений при губернаторе князе Голицыне, затем — секретарём губернского по крестьянским делам присутствия, В. Д. Заика проявил большую работоспособность и знание земского дела. 
Министр внутренних дел граф Пётр Александрович Валуев, кратко посетив Чернигов, обратил внимание на молодого, но уже пользовавшегося известностью среди местного населения деятеля и предложил ему управлять отделом земских дел, только что образованным при министерстве. С 1865 года началась служба В. Д. Заики по Министерству внутренних дел Российской империи, которая продолжалась непрерывно 28 лет. 
После того, как главой министерства стал Михаил Тариэлович Лорис-Меликов, В. Заика был назначен директором департамента общих дел (1881 год), и в этой должности оказал министерству множество услуг. Как знаток законоположений и опытный деятель, Владимир Денисович Заика был посредником между министрами внутренних дел и губернаторами и пользовался уважением последних за готовность оказать им ту или иную услугу. 
Независимо от занятий по департаменту, Владимир Денисович Заика принимал деятельное участие во многих комиссиях, занимавшихся рассмотрением вопросов государственной важности, главным образом по внутреннему управлению. В последние годы участвовал в комиссии по преобразованию Государственного банка Российской империи. 
Деятельность Заики на службе Отечеству была отмечена многими наградами и орденами до ордена Святого Александра Невского включительно. 
Скончался 12 мая 1893 года.